# Hanna Maron
Hanna Maron (ebraico: חנה מרון), (Berlino, 22 novembre 1923 – Tel Aviv, 30 maggio 2014) è stata un'attrice tedesca naturalizzata israeliana, già attiva nel cinema muto. Suo padre era polacco, mentre sua madre era ungherese. Fu una delle personalità più in vista del Novecento.